# Восе (предводитель)
Восе (Абдулвосе, Мулла Восе; 1845-1847, село Нарындж, Дарваз — 1888, Шахрисабз) — историческая личность, предводитель народного восстания против тирании династии мангытов Бухарского эмирата. 

## Биография
Восе родился в селе Нарындж долины Вахиё, что находится в районе долины Хулаз. Причиной его переезда с потомками из Нарынджа являются ссоры жителей Хулаза с беком Каратегина. Чтобы не быть убитыми из-за произвола бека, они перебрались в Ховалингскую долину. Восе был фермером и в раннем подростковом возрасте весной и летом работал в поле, а зимой в амбаре. Восе был смелым и жизнерадостным молодым человеком, любившим честность и человеческую справедливость. По некоторым данным, Восе сражался против армии бухарского эмира Музаффара в 1869-70 годах под руководством наместника Куляба Сары-хана и приобрел достаточный опыт для дальнейшей работы руководителем восстания.

## Восстание
Восе был потрясён жестоким обращением помещиков и беков, которые хотели за счёт урожая заплатить налоги и повинности за три года засухи, и призывал к восстанию. По настоянию Восе повстанцы немедленно захватили помещика Ховалинга и его солдат. В начале восстания 1888 г. собрались сначала 600 человек, затем беки Бальджувана, Куляба и Муминабада, тысячи крестьян и повстанцев.
Ход восстания показал высокие организаторские способности Восе. По приказу Восе отряды Хикмата, Назима, Назира, Юсуф-пахлавана и других двинулись к Бальджувану, разгромили войско Бальджуванского бека Мирза Акрама в селении Сурхоб и захватили крепость Бальджуван. Во время восстания Восе выиграл несколько сражений и угрожал бекам Бальджувана, Куляба, Гиссара и бухарскому эмиру. Бек Бальджувана бежал в Кангурт, а оттуда в Гиссар. Войска Восе преследовали его, захватив Кангурт, Пушинг, Туткавул и Оксу.
После взятия Бальджуванской крепости, Восе на время учредил народное правительство, в котором министром был назначен Юсуф-Пахлаван и Мулланазир Девонбеги. Бухарский эмир направил против них войска под командованием Якубджана (полководца). В Туткавуле войска бухарского эмира столкнулись с сильным противодействием войск Восе. Однако засилье оружия, увеличение войск эмира и их боевой строй заставили сторонников Восе отступить.

## Поражение и казнь
В конце июля 1888 года войска эмира разгромили мятежников в Кангуре и освободили от них центр Бальджувана. Восе отступил с остальными войсками, набрался новых сил и снова завоевал Бальджуванскую крепость. Однако на этот раз сарбазы эмира осадили войска Восе, взяли в плен 130 человек и отправили их в Бухару. Восе отступил с небольшой командой товарищей и обосновался в труднодоступном районе Шуроабада и Калоти Зард.
Эмир обещал 1500 золотых монет за голову Восе и использовал любую возможность для его ареста, включая взяточничество, предложение административных обязанностей, шпионаж, подстрекательство религиозных деятелей и так далее. Вскоре после помощи шпионов и предательства одного из его товарищей, воины эмира схватили Восе и доставили в Шахрисабз, куда эмир лично прибыл, чтобы наказать его. Восе был повешен после допроса осенью 1888 года в Оксарое.
По мнению экспертов, основными причинами поражения Восе были неравенство сил, нехватка оружия у повстанческих групп, отсутствие плана боевых действий, сокращение запасов продовольствия и т.д.

## Песни, рассказы, легенды о Восе
При жизни Восе и после его смерти были написаны песни, рассказы, стихи, сказки, легенды, мемуары и т. д. Самая известная из которых — историческая песня «Шӯриши Восеъ». Кроме этой песни в устном творчестве таджикского народа о Восе есть песни, причитания, некоторые из которых поются в жанре рубаи.
Исследователи таджикского фольклора также исполняли песни под названием «Восеъ» гуфт: «Камон бигиред», «Восеъ ғазост имрӯз», «Восеи шердил», «Зулм бақо надорад», «Гулъизор аст нолон», «Восеъ ба асп савор», все это было собрано, чтобы относиться к событиям того времени и личности Восе.
По роману «Восе», Сатым Улуг-Зода создал сериал «Ашк ва Шамшер». Также в стихах Г. Мирзо, М. Шерали, К. Гулназар и С. Аюби, помнят Восе как лидера повстанцев, героя свободы и патриотизма.

## Память
- В Хатлонской области есть район имени Восе.
- в Душанбе есть улица имени Восе.
- в Кулябе есть кинотеатр имени Восе.
- В Ховалингском районе Хатлонской области есть музей имени Восе.

### Книги
На таджикском языке
- Бузургзода Л., Ҷалилов Р. Инъикоси шӯриши Восеъ дар фолклор. Сталинобод–Ленинград, 1941;
- Восеънома /Мураттиб ва муаллифи пешгуфтор ва тавзеҳот Б. Шермуҳаммадов. Д., 1985;
- Пирумшоев Ҳ. Аз таърихи омӯзиши шӯриши Восеъ. Д., 1992;
- Искандаров Б. И. Восточная Бухара и Памир во второй половине XIX в. Ҷ. II. Д., 1963;
- Маъсумӣ Н. Фолклори тоҷик. Қисми 1 (нашри 2). Д., 2005;
- Умарова Ш. Таджикские народные исторические песни. Автореферат кандидатской диссертации. Д., 1999.